# یواس‌تی
یواس‌تی (انگلیسی: UST) شرکت فناوری اطلاعات آمریکایی است، که در سال ۱۹۹۸ تأسیس شد.